# Totò en couleurs
Pour plus de détails, voir Fiche technique et Distribution.
Totò en couleurs (Totò a colori) est un film comique italien réalisé par Steno, sorti en 1952. Il s'agit du premier film Italien en couleur. Son chef opérateur a notamment signé l'image de certains films de Pasolini et de Sergio Leone.

## Synopsis
Antonio Scannagatti est un musicien raté qui cherche fortune à Naples. Personne ne comprend son talent et son entourage considère qu'il s'est trompé de voie et lui conseille de chercher un vrai travail pour gagner sa vie. Mais Antonio n'est pas de cet avis et écrit une lettre à une société de Milan qui pourrait le faire connaître dans toute l'Italie. Pendant l'attente d'une réponse de Milan, Antonio s'en donne à cœur joie, il mime la fille d'un chef de guerre corrompu de Naples et finit par hasard dans un cercle d'artistes homosexuels.

## Fiche technique
- Titre français : Totò en couleurs[1]
- Titre original : Totò a colori
- Réalisateur : Steno
- Sujet : Inspiré des sketches de Michele Galdieri et Totò
- Scénario : Steno, Age - Scarpelli
- Photographie : Tonino Delli Colli
- Montage : Mario Bonotti
- Musique : Felice Montagnini
- Scénographe : Piero Filippone
- Costumes : Giulio Coltellacci
- Pays de production :  Italie
- Langue originale : italien
- Format : Couleur par Ferraniacolor - 1,37:1 - 35 mm - Son mono
- Durée : 95 min
- Genre : Comique
- Dates de sortie :
  - Italie : 8 avril 1952
  - France : 5 octobre 1953[1]

## Distribution
- Totò : Antonio Scannagatti
- Rocco D'Assunta : Le beau-frère sicilien
- Rosita Pisano : La sœur d'Antonio
- Virgilio Riento : Maître Tiburzi
- Luigi Pavese : L'éditeur Tiscordi
- Franca Valeri : Giulia Sofia
- Carlo Mazzarella : Le fiancé de Giulia
- Galeazzo Benti : Poldo di Roccarasata
- Fulvia Franco : Poppy, la fiancée
- Lily Cerasoli : Patrizia
- Vittorio Caprioli : Le ténor
- Bruno Corelli : Le peintre
- Idolo Tancredi : Joe Pellecchia
- Alberto Bonucci : Le réalisateur russe
- Armando Migliari : Le maire de Caianello
- Mario Castellani : Cosimo Trombetta
- Lucio Fulci : Le garçon dans le train